# سرخه لیزه

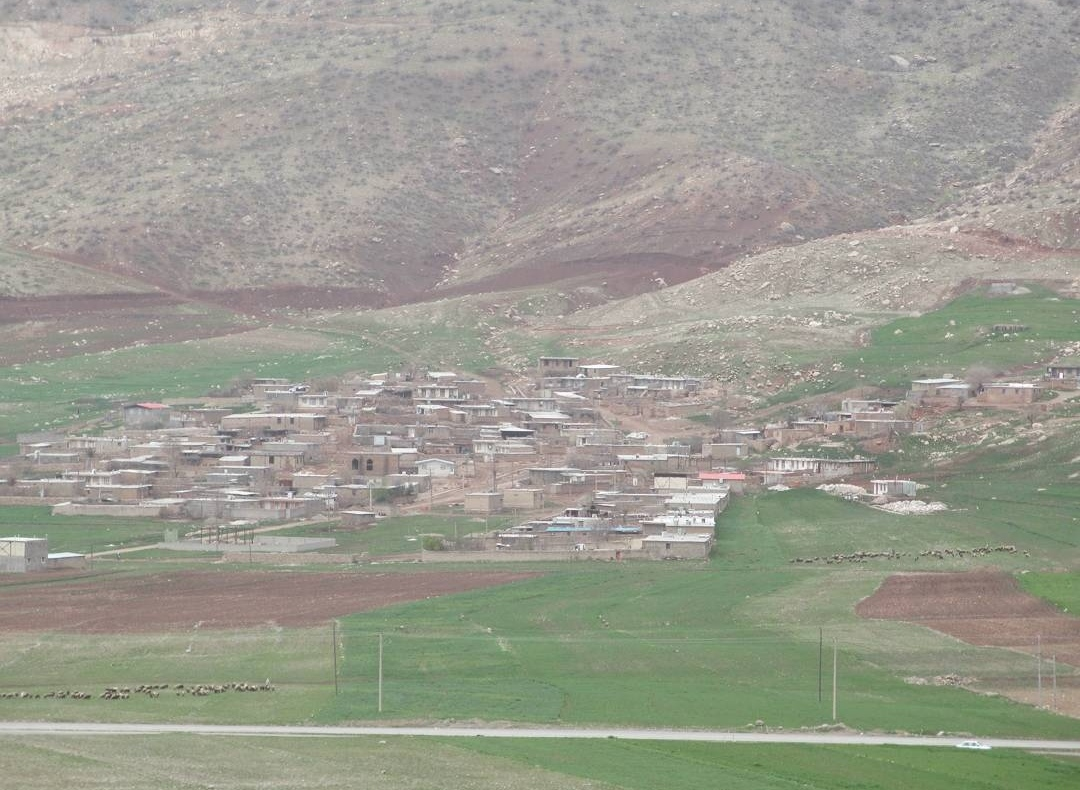
فصل پاییز روستای سرخه لیزه (سولیزه)

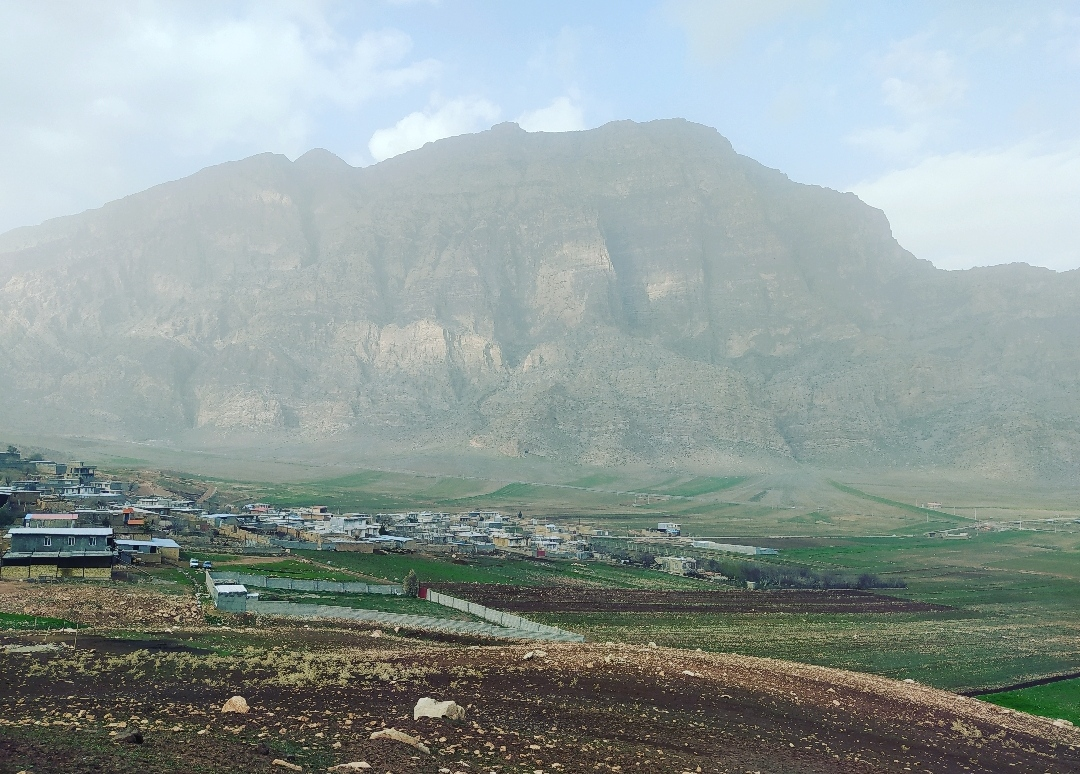
فصل زمستان روستای سرخه لیزه (سولیزه)

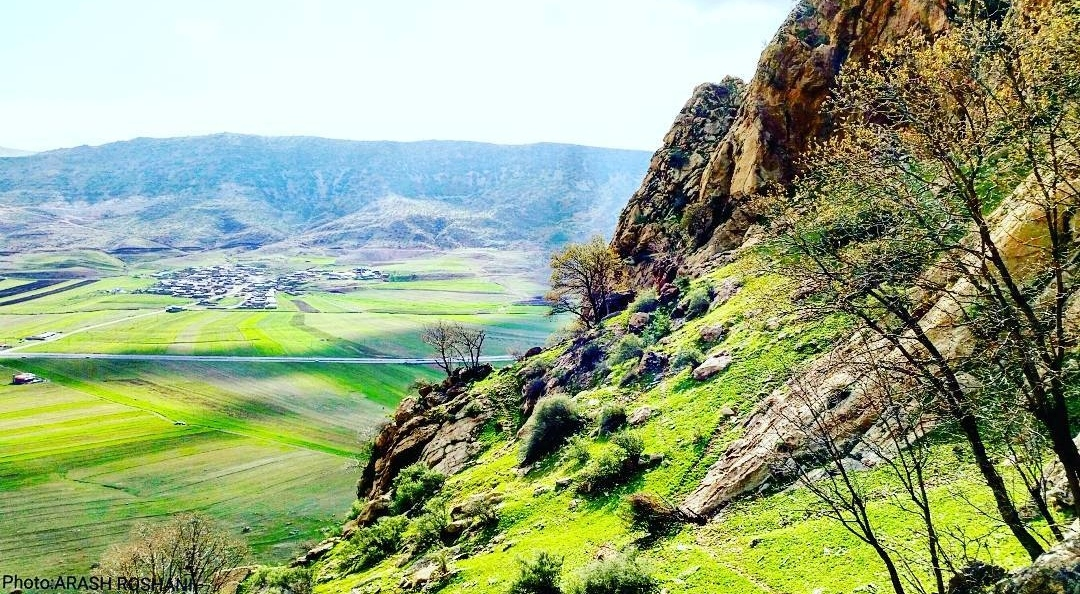
فصل بهار ارتفاعات یافته کوه لرستان نمایی از روستای سرخه لیزه (سولیزه)

سرخه لیزه یا سولیزه ، روستایی از توابع بخش مرکزی شهرستان خرم‌آباد در استان لرستان ایران است.این روستا روبروی غار یافته کوه لرستان است و در ابتدا در منطقه چگنی به حساب می آمد اما طی تقسیم بندی های جدید موقعیت جغرافیایی آن تغییر کرده است. زبان مردم این روستا لری خرم آبادی و گویش چگنیونه میباشد. مردم این آبادی زندگی تقریبا کوچ نشینی داشته اند و در فصولی از سال بسته به شرایط آب و هوایی در دامنه یافته کوه لرستان( تَنگه تُک تُک _ تَنگه اِلا _ دِراِشگفت _مله شبانان) سکونت میکردند و به کشاورزی و دامداری مشغول بوده اند.مردم این روستا اغلب در فصل بهار برای چِرایِ دام های خود به ارتفاعات یافته کوه در مکانی به نام هِرور(مین هِرورو چراگاه دامهایشان) کوچ میکردند و تا اواخر بهار آنجا سکونت داشتند.در گذشته به مردم این آبادی به واسطه سکونت در دامنه یافته کوه لرستان به آنها «یافته ای» میگفتند.پناهگاه صخره‌ای سرخه لیزه مربوط به دوران پیش از تاریخ ایران باستان است و در شهرستان خرم‌آباد، روستای سرخه لیز واقع شده و این اثر در تاریخ ۸ مرداد ۱۳۸۱ با شمارهٔ ثبت ۵۹۷۳ به‌عنوان یکی از آثار ملی ایران به ثبت رسیده است.

## جمعیت
این روستا در دهستان کرگاه غربی قرار دارد و براساس سرشماری مرکز آمار ایران در سال ۱۳۸۵، جمعیت آن ۳۶۰ نفر (۶۳خانوار) بوده‌است.